# Phyllastrephus albigularis
El bulbul gorgiblanco (Phyllastrephus albigularis) es una especie de ave paseriforme de la familia Pycnonotidae propia de África occidental y central.

## Taxonomía
El bubul gorgiblanco fue descrito científicamente por Richard Bowdler Sharpe en 1881, dentro del género Xenocichla (un sinónimo de Bleda). Posteriormente se trasladó al género Phyllastrephus.
Se reconocen dos subespecies:
- P. a. albigularis - (Sharpe, 1881): se encuentra desde Senegal y Gambia a Sudán del Sur, el oeste de Uganda y el este de la República Democrática del Congo;
- P. a. viridiceps - Rand, 1955: localizada en el noroeste de Angola.